# Életrevalók (film, 2017)
Az Életrevalók (eredeti cím: The Upside) 2017-ben bemutatott amerikai dráma-filmvígjáték, melyet Neil Burger rendezett és Jon Hartmere írt. Az Életrevalók (2011) című francia film remake-je, amelyet Philippe Pozzo di Borgo élete ihletett. A főszereplők Kevin Hart, Bryan Cranston, Nicole Kidman, Golshifteh Farahani és Julianna Margulies.
Világpremierjét a 2017-es Torontói Nemzetközi Filmfesztiválon tartották. A filmet eredetileg a The Weinstein Company terjesztette 2018. márciusban, de a Harvey Weinstein szexuális visszaéléssel kapcsolatos állításait követően eladták a terjesztési jogait, amit az STX Entertainment és a Lantern Entertainment (a TWC utódja) vásárolt meg, akik 2019. január 11-én adták ki az Amerikai Egyesült Államokban, és ez lett a Lantern első kiadása. A filmet Magyarországon DVD-n adták ki szinkronizálva 2019 áprilisában. Az Életrevalók amerikai verziója világszerte több mint 125 millió dollárt gyűjtött, és vegyes értékeléseket kapott a kritikusoktól, akik dicsérték Hart és Cranston előadásait, ám bírálták a cselekményt, "kiszámíthatónak és közhelyesnek" nevezve.
Az angol nyelvű remake-et először 2011 júliusában jelentették be. Számos színész szóba jött valamelyik főszerepre, köztük Chris Rock, Idris Elba, Colin Firth és Jessica Chastain. Hart hivatalosan 2014 októberében, Cranston pedig 2016. márciusában csatlakozott a film főszerepeire. Burgert augusztusban választották rendezőnek. A filmkészítés Philadelphiában kezdődött 2017 januárjában.

## Rövid történet
Egy megbénult milliárdos valószínűtlen barátságba kerül egy nemrégiben szabadult elítélttel, aki a gondját viseli.

## Cselekmény
Philip Lacasse dúsgazdag, a feleségét rákban vesztette el, ő maga pedig egy siklóernyős baleset után lebénult. Mivel végtagjait nem érzi és nem tudja mozgatni sem, ezért napi 24 órában segítségre szorul.
A munkára Dell Scottot veszik fel, aki büntetett előéletű, és Lacasse asszisztense, Yvonne Pendleton szemében teljesen alkalmatlan erre a feladatra.
A kapcsolatuk eleinte nehézkes, hiszen teljesen más világból érkeznek. Philipet a modern művészetek és az operák érdeklik, míg Dell legfőbb gondja, hogy hogyan tud újra kapcsolatba lépni fiával, Anthonyval.
Idővel Dell és Philip közelebb kerülnek egymáshoz, barátság szövődik közöttük, amely mindkettőjük életében jelentős változásokat hoz.
Miután Philip és levelezőtársa, Lily randevúja balul sül el, Dellt kirúgják, mivel Philip azzal vádolja, hogy ő hozta őt ebbe a helyzetbe. Philip egyre inkább elengedi magát, és Yvonne-t is kiszorítja az életéből.
A megkeresett pénzből Dell házat vesz Latrice-nak és Anthonynak, és saját vállalkozásba kezd. Egy idő után, amikor Philip gyógytornászától megtudja, hogy milyen rosszul van, Dell elviszi őt egy vad kocsikázásra egy Ferrari-val. Ennek eredményeképpen barátságuk helyreáll, és együtt mennek siklóernyőzni. Dell arra is ráveszi Philipet, hogy béküljön ki Yvonne-nal.

## Szereposztás
| Szerep                             | Színész              | Magyar hang        |
| ---------------------------------- | -------------------- | ------------------ |
| Dell Scott                         | Kevin Hart           | Hamvas Dániel      |
| Phillip Lacasse                    | Bryan Cranston       | Jakab Csaba        |
| Yvonne Pendleton                   | Nicole Kidman        | Pápai Erika        |
| Latrice, Dell ex-felesége          | Aja Naomi King       | Roatis Andrea      |
| Maggie, Phillip edzője             | Golshifteh Farahani  |                    |
| Carter, Phillip szomszédja         | Tate Donovan         |                    |
| Anthony, Dell fia                  | Jahi Di'Allo Winston | Berecz Kristóf Uwe |
| Jenny, Phillip néhai felesége      | Genevieve Angelson   | Pap Katalin        |
| Charlotte, Phillip szakácsa        | Suzanne Savoy        |                    |
| Lily, Phillip szerelmi érdeklődője | Julianna Margulies   | Németh Kriszta     |

## Háttér és forgatás

### A film készítése
2011 júliusában az angol nyelvű országokban, a skandináv országokban és Kínában a disztribúciós jogok vásárlása mellett a The Weinstein Company megszerezte a jogot, hogy az Életrevalók remake-jét elkészítsék amerikai szereplőkkel. 2012 júniusában Paul Feiget felvették a film megrendezésére és a forgatókönyv írására. Chris Rock, Jamie Foxx és Idris Elba kapta volna Dell szerepét. Colin Firth játszotta volna Phillip szerepét, Jessica Chastain és Michelle Williams pedig fontolóra vette a női szerep elvállalását.
2013 márciusáig Feig elhagyta a rendezői széket, helyette Tom Shadyac-kal folytattak tárgyalásokat, Chris Tuckerrel pedig Dell szerepéért. Végül 2014 októberében Kevin Hart kapta meg Dell szerepét, Phillipé továbbra is Firth maradt.
2016 márciusában bejelentették, hogy Bryan Cranston fogja játszani Phillipet, Firth helyett. Simon Curtis filmrendezőt alkalmazták Feig helyett. 2016 augusztusáig Curtis távozott a projektből. Neil Burgert jelentették be a helyettesítésére. Feig helyett pedig Jon Hartmere forgatókönyvírót vették fel.
2017 januárjában Nicole Kidman és Genevieve Angelson csatlakozott a film szereplőihez, és 2017 februárjában Aja Naomi King és Julianna Margulies is csatlakoztak.
2017. augusztus 2-án bejelentették a film hivatalos címét: The Upside.

### Forgatás
A film forgatása 2017. január 27-én kezdődött Philadelphiában. 2017. január 30-án hivatalos fotókat tettek közzé Hart karakteréről az Instagram fiókján keresztül. A film kezdetben „R” besorolást kapott a MPAA-tól, de Burger és a film gyártói kivágtak néhány jelenetet, hogy PG-13 minősítést kapjon.

## Megjelenés
A film világpremierje a Torontói Nemzetközi Filmfesztiválon volt 2017.  szeptember 8-án. Eredetileg azt tervezték, hogy 2018. március 9-én jelenik meg az Egyesült Államokban. 2018 januárjában azonban a Harvey Weinstein elleni szexuális visszaéléssel kapcsolatos vádak miatt a filmet a The Weinstein Company kivonta az ütemtervből, és egy nem meghatározott 2018-os időpontra tették át.
2018 augusztusában bejelentették, hogy az STX Entertainment a TWC utódjával, a Lantern Entertainmenttel együtt fogja forgalmazni a filmet. Végül a filmet az Egyesült Államokban 2019. január 11-én adták ki. Az STX alig 30 millió dollárt költött a film népszerűsítésére, ebből 7 millió dollárt televíziós reklámokra.

## Fordítás
- Ez a szócikk részben vagy egészben  a   Mein Bester & Ich című német Wikipédia-szócikk fordításán alapul.  Az eredeti cikk szerkesztőit annak laptörténete sorolja fel. Ez a jelzés csupán a megfogalmazás eredetét és a szerzői jogokat jelzi, nem szolgál a cikkben szereplő információk forrásmegjelöléseként.